# Puchar Rumunii w Rugby Union Mężczyzn (2019)
Puchar Rumunii w Rugby Union Mężczyzn 2019 – siedemdziesiąta trzecia edycja Cupa României w rugby union. Zarządzane przez Federațiă Română de Rugby zawody odbyły się w siedmiozespołowej obsadzie w dniach 10 sierpnia – 30 listopada 2019 roku. Obrońca tytułu, zespół CSM Bukareszt, ostatecznie nie przystąpił do zawodów.
W rozegranym w Braszowie finale triumfował zespół Steaua Bukareszt.

## System rozgrywek
Siedemdziesiąta trzecia edycja Pucharu Rumunii odbyła się ponownie według zmienionego formatu, a wziąć w nich miały udział wszystkie drużyny uczestniczące w organizowanych przez Federațiă Română de Rugby rozgrywkach SuperLigi obecnego sezonu. Rywalizację zaplanowano na okres od sierpnia do listopada 2020 roku, a osiem – następnie siedem, bowiem CSM Bukareszt nie przystąpił do zawodów i oddał wszystkie mecze walkowerem – zespołów rywalizowało systemem kołowym w ramach dwóch grup o awans do finału.

## Faza grupowa

### Grupa A
| 10 sierpnia 2019 11:00 | CSM Știința Baia Mare | 5:0 | ACS Tomitanii Constanța | Arena Zimbrilor, Baia Mare |
| 10 sierpnia 2019 11:00 |                       |     |                         | Arena Zimbrilor, Baia Mare |

| 10 sierpnia 2019 11:00 | CS Universitatea Cluj-Napoca | 3:40 | Timișoara Saracens | Parcul Sportiv Iuliu Hațieganu, Kluż-Napoka |
| 10 sierpnia 2019 11:00 | Relacja                      |      |                    | Parcul Sportiv Iuliu Hațieganu, Kluż-Napoka |

| 17 sierpnia 2019 11:00 | CSM Știința Baia Mare | 17:22 | Timișoara Saracens | Arena Zimbrilor, Baia Mare |
| 17 sierpnia 2019 11:00 | Relacja               |       |                    | Arena Zimbrilor, Baia Mare |

| 25 września 2019 10:00 | ACS Tomitanii Constanța | 29:28 | CS Universitatea Cluj-Napoca | Stadionul Mihai Naca, Konstanca |
| 25 września 2019 10:00 |                         |       |                              | Stadionul Mihai Naca, Konstanca |

| 24 sierpnia 2019 11:00 | Timișoara Saracens | 75:6 | ACS Tomitanii Constanța | Stadionul Gheorghe Rășcanu, Timișoara |
| 24 sierpnia 2019 11:00 | Relacja            |      |                         | Stadionul Gheorghe Rășcanu, Timișoara |

| 24 sierpnia 2019 18:00 | CS Universitatea Cluj-Napoca | 17:43 | CSM Știința Baia Mare | Parcul Sportiv Iuliu Hațieganu, Kluż-Napoka |
| 24 sierpnia 2019 18:00 | Relacja                      |       |                       | Parcul Sportiv Iuliu Hațieganu, Kluż-Napoka |

| 30 października 2019 11:00 | ACS Tomitanii Constanța | 19:52 | CSM Știința Baia Mare | Stadionul Mihai Naca, Konstanca |
| 30 października 2019 11:00 |                         |       |                       | Stadionul Mihai Naca, Konstanca |

| 02 listopada 2019 15:00 | Timișoara Saracens | 67:7 | CS Universitatea Cluj-Napoca | Stadion Dan Păltinișanu, Timișoara |
| 02 listopada 2019 15:00 |                    |      |                              | Stadion Dan Păltinișanu, Timișoara |

| 09 listopada 2019 11:00 | CS Universitatea Cluj-Napoca | 7:3 | ACS Tomitanii Constanța | Parcul Sportiv Iuliu Hațieganu, Kluż-Napoka |
| 09 listopada 2019 11:00 |                              |     |                         | Parcul Sportiv Iuliu Hațieganu, Kluż-Napoka |

| 09 listopada 2019 11:00 | Timișoara Saracens | 6:6 | CSM Știința Baia Mare | Stadionul Gheorghe Rășcanu, Timișoara |
| 09 listopada 2019 11:00 |                    |     |                       | Stadionul Gheorghe Rășcanu, Timișoara |

| 23 listopada 2019 11:00 | ACS Tomitanii Constanța | 0:111 | Timișoara Saracens | Stadionul Mihai Naca, Konstanca |
| 23 listopada 2019 11:00 |                         |       |                    | Stadionul Mihai Naca, Konstanca |

| 23 listopada 2019 11:00 | CSM Știința Baia Mare | 5:0 | CS Universitatea Cluj-Napoca | Arena Zimbrilor, Baia Mare |
| 23 listopada 2019 11:00 |                       |     |                              | Arena Zimbrilor, Baia Mare |

### Grupa B
| 10 sierpnia 2019 11:00 | Steaua Bukareszt | 38:17 | SCM Gloria Buzău | Ghencea, Bukareszt |
| 10 sierpnia 2019 11:00 | Relacja          |       |                  | Ghencea, Bukareszt |

| 10 sierpnia 2019 11:00 | CSM Bukareszt | w/o | Dinamo Bukareszt |  |
| 10 sierpnia 2019 11:00 |               |     |                  |  |

| 17 sierpnia 2019 11:00 | SCM Gloria Buzău | 46:14 | Dinamo Bukareszt | Stadionul Municipal, Buzău |
| 17 sierpnia 2019 11:00 | Relacja          |       |                  | Stadionul Municipal, Buzău |

| 17 sierpnia 2019 11:00 | Steaua Bukareszt | w/o | CSM Bukareszt |  |
| 17 sierpnia 2019 11:00 |                  |     |               |  |

| 24 sierpnia 2019 11:00 | CSM Bukareszt | w/o | SCM Gloria Buzău |  |
| 24 sierpnia 2019 11:00 |               |     |                  |  |

| 24 sierpnia 2019 11:00 | Dinamo Bukareszt | 16:28 | Steaua Bukareszt | Stadion Florea Dumitrache, Bukareszt |
| 24 sierpnia 2019 11:00 | Relacja          |       |                  | Stadion Florea Dumitrache, Bukareszt |

| 2 listopada 2019 11:00 | SCM Gloria Buzău | 19:36 | Steaua Bukareszt | Stadionul Municipal, Buzău |
| 2 listopada 2019 11:00 |                  |       |                  | Stadionul Municipal, Buzău |

| 2 listopada 2019 11:00 | Dinamo Bukareszt | w/o | CSM Bukareszt |  |
| 2 listopada 2019 11:00 |                  |     |               |  |

| 9 listopada 2019 | CSM Bukareszt | w/o | Steaua Bukareszt |  |
| 9 listopada 2019 |               |     |                  |  |

| 9 listopada 2019 11:00 | Dinamo Bukareszt | 21:20 | SCM Gloria Buzău | Stadionul Olimpia, Bukareszt |
| 9 listopada 2019 11:00 |                  |       |                  | Stadionul Olimpia, Bukareszt |

| 16 listopada 2019 11:00 | SCM Gloria Buzău | w/o | CSM Bukareszt |  |
| 16 listopada 2019 11:00 |                  |     |               |  |

| 16 listopada 2019 11:00 | Steaua Bukareszt | 22:17 | Dinamo Bukareszt | Ghencea, Bukareszt |
| 16 listopada 2019 11:00 |                  |       |                  | Ghencea, Bukareszt |

## Finał
| 30 listopada 2019 12:00 | Steaua Bukareszt | 22:19 | Timișoara Saracens | Stadionul Noua, Braszów |
| 30 listopada 2019 12:00 | Relacja          |       |                    | Stadionul Noua, Braszów |